# Sisimbri
Sisymbrium és un gènere de plantes amb flors de la família de les brassicàcies. El nom del gènere prové de la paraula grega sisimbrion que designava una mena de creixen. És originari de les regions de clima temperat d'ambdós hemisferis.
Com en altres gèneres de la família de les brassicàcies, els trets del seus fruits (síliqües) permeten la identificació específica.
Als Països Catalans es presenten com autòctones les espècies següents: Sisymbrium runcinatum, Sisymbrium officinale, Sisymbrium erysimoides, Sisymbrium orientale, Sisymbrium irio, Sisymbrium assoanum, Sisymbrium austriacum i Sisymbrium crassifolium.

## Algunes espècies
- Sisymbrium altissimum – Mostassa de Jimm Hill
- Sisymbrium crassifolium
- Sisymbrium irio –
- Sisymbrium loeselii –
- Sisymbrium officinale – Sisimbri medicinal
- Sisymbrium orientale –
- Sisymbrium sophia –
- Sisymbrium strictissimum – planta perenne
- Sisymbrium turczaninowii
- Sisymbrium volgense – (sinònim S. wolgense)

S. nasturtium-aquaticum actualment es classifica dins el gènere Nasturtium. S. tenuifolium és un sinònim de Diplotaxis tenuifolia